# 10551 Göteborg
(10551) Göteborg, denumire internațională (10551) Goteborg, este un asteroid din centura principală de asteroizi.

## Descriere
10551 Göteborg este un asteroid din centura principală de asteroizi. A fost descoperit pe 18 decembrie 1992 la Caussols de Eric Walter Elst. Asteroidul prezintă o orbită caracterizată de o semiaxă mare de 2,99 ua, o excentricitate de 0,06 și o înclinație de 11,4° în raport cu ecliptica.